# 7109 Heine
7109 Heine este un asteroid din centura principală de asteroizi.

## Descriere
7109 Heine este un asteroid din centura principală de asteroizi. A fost descoperit pe 1 septembrie 1983 la Observatorul de Astrofizică din Crimeea de Liudmila Karacikina. El prezintă o orbită caracterizată de o semiaxă mare de 2,66 ua, o excentricitate de 0,15 și o înclinație de 9,9° în raport cu ecliptica.